# Hirschbach (Gmünd)
Pour les articles homonymes, voir Hirschbach.
Hirschbach est une commune autrichienne du district de Gmünd en Basse-Autriche.